# موعد مع الذئاب (فلم)
موعد مع الذئاب أو الضياع هو فيلمٌ مصريٌ أُنتج عام 1992.

## قصة الفيلم
يمتلك الثري سعيد (يوسف شعبان) وثائق تدين الشاب عادل العدوي (محمود الجندي)، بتهمٍ متعددةٍ كالنصب والتزوير والسرقة، ولذلك يقوم بابتزازه ودفعه لارتكاب المزيد من الجرائم، كالسرقة، بل والقتل إن لزم الأمر. يحاول عادل الحصول على تلك الوثائق دون جدوى. يقوم بدفع صديقته الراقصة سهير (هياتم) لإغراء سعيد ومن ثمّ الزواج به، دون أن يفلح في الحصول على الوثائق.
يفضي عادل لصديقه عبد الله (شوقي شامخ) بحقيقة الوثائق، فينصحه عبد الله بخطف سعيد وإجباره على تسليم الوثائق باعتبارها الطريقة الوحيد لإنقاذ عادل من الابتزاز. يحاول عادل وعبد الله وجماعتهم اختطاف سعيد، لكن سعيد ورجاله يتصدون لهم. لكن الجنايني الأحمق سيد  (محمد الصاوي) يقوم بإبلاغ الشرطة عنهم، وهو في الحقيقة الضابط سمير شعيب، فتلقي القبض عليهم جميعاً في النهاية.

## وصلات خارجية
- موعد مع الذئاب على موقع الدهليز
- موعد مع الذئاب على موقع قاعدة بيانات الأفلام العربية
- موعد مع الذئاب على موقع الدهليز
- موعد مع الذئاب على موقع كاروهات